# Saint-Barthélemy-d’Agenais
Saint-Barthélemy-d’Agenais – miejscowość i gmina we Francji, w regionie Nowa Akwitania, w departamencie Lot i Garonna.
Według danych na rok 1990 gminę zamieszkiwało 517 osób, a gęstość zaludnienia wynosiła 34 osób/km² (wśród 2290 gmin Akwitanii Saint-Barthélemy-d’Agenais plasuje się na 701. miejscu pod względem liczby ludności, natomiast pod względem powierzchni na miejscu 746.).